# バラタナゴ

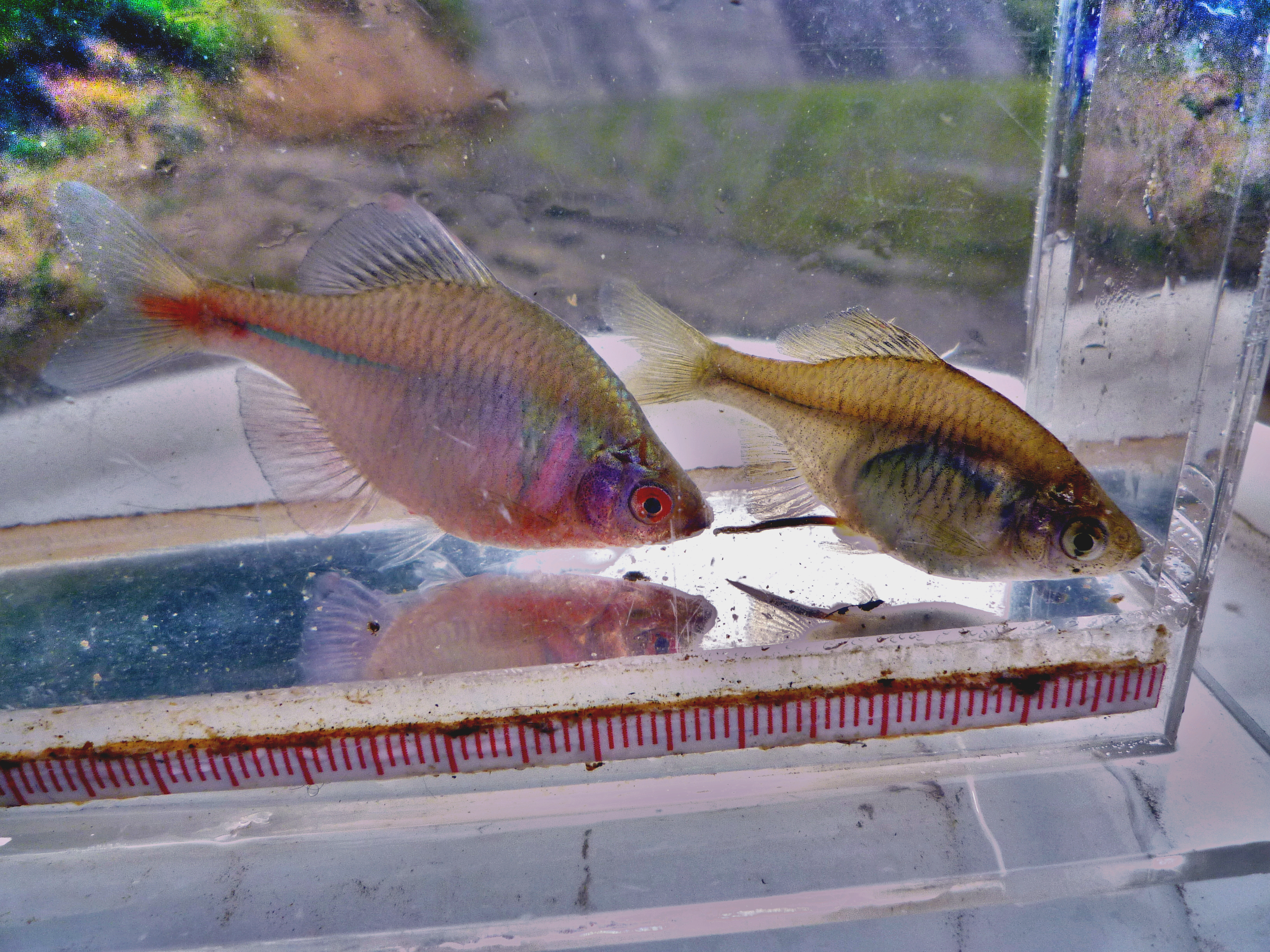
産卵期（5月）のニッポンバラタナゴの雄（左）と雌（右）。

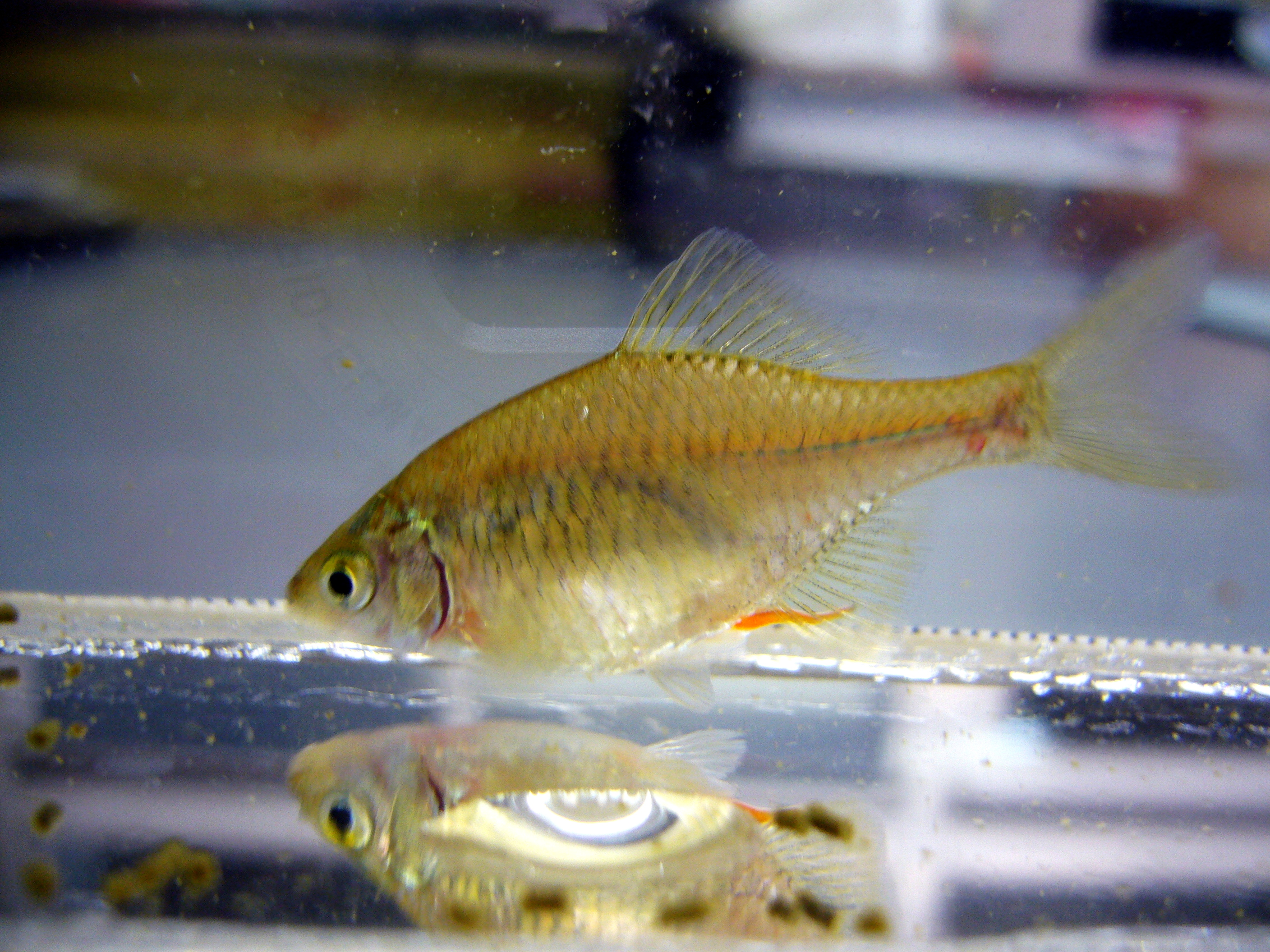
香川県産ニッポンバラタナゴ雌個体。抱卵しており、産卵管が見える。

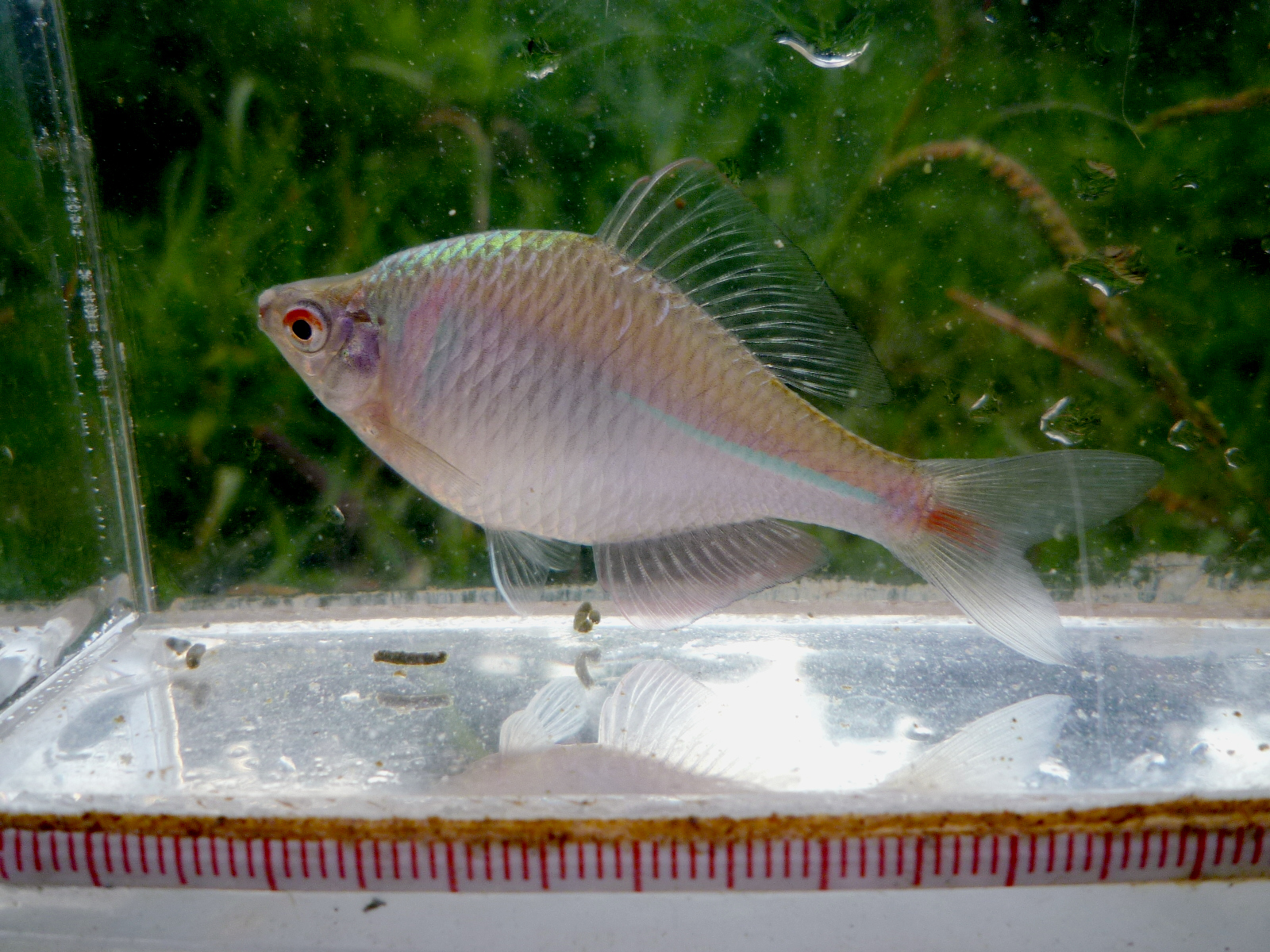
香川県のため池で発見されたタイリクバラタナゴ雄個体。腹鰭の前縁部に白線が現れている。側線有孔鱗は5枚。

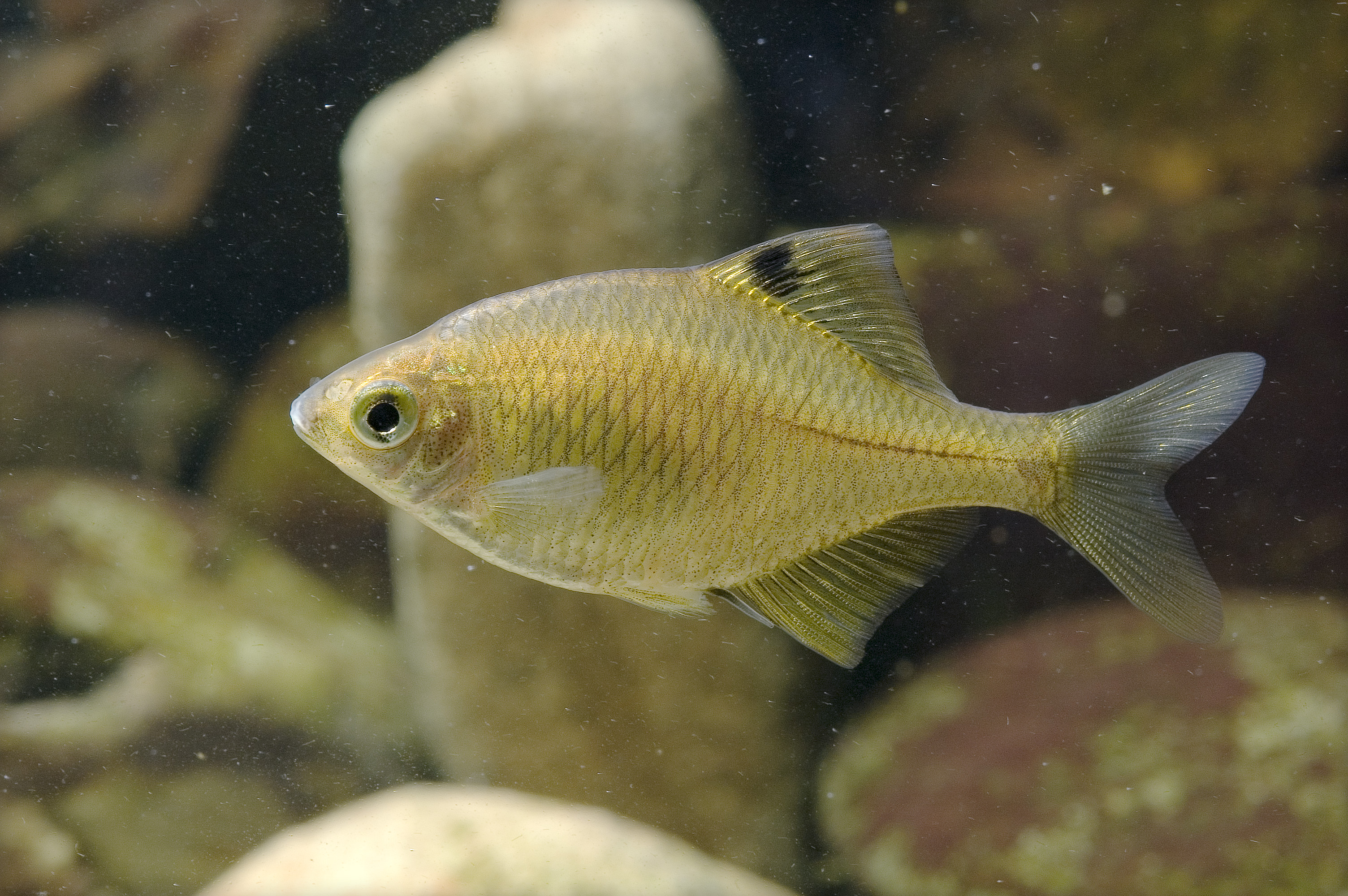
静岡県産タイリクバラタナゴ雌個体。

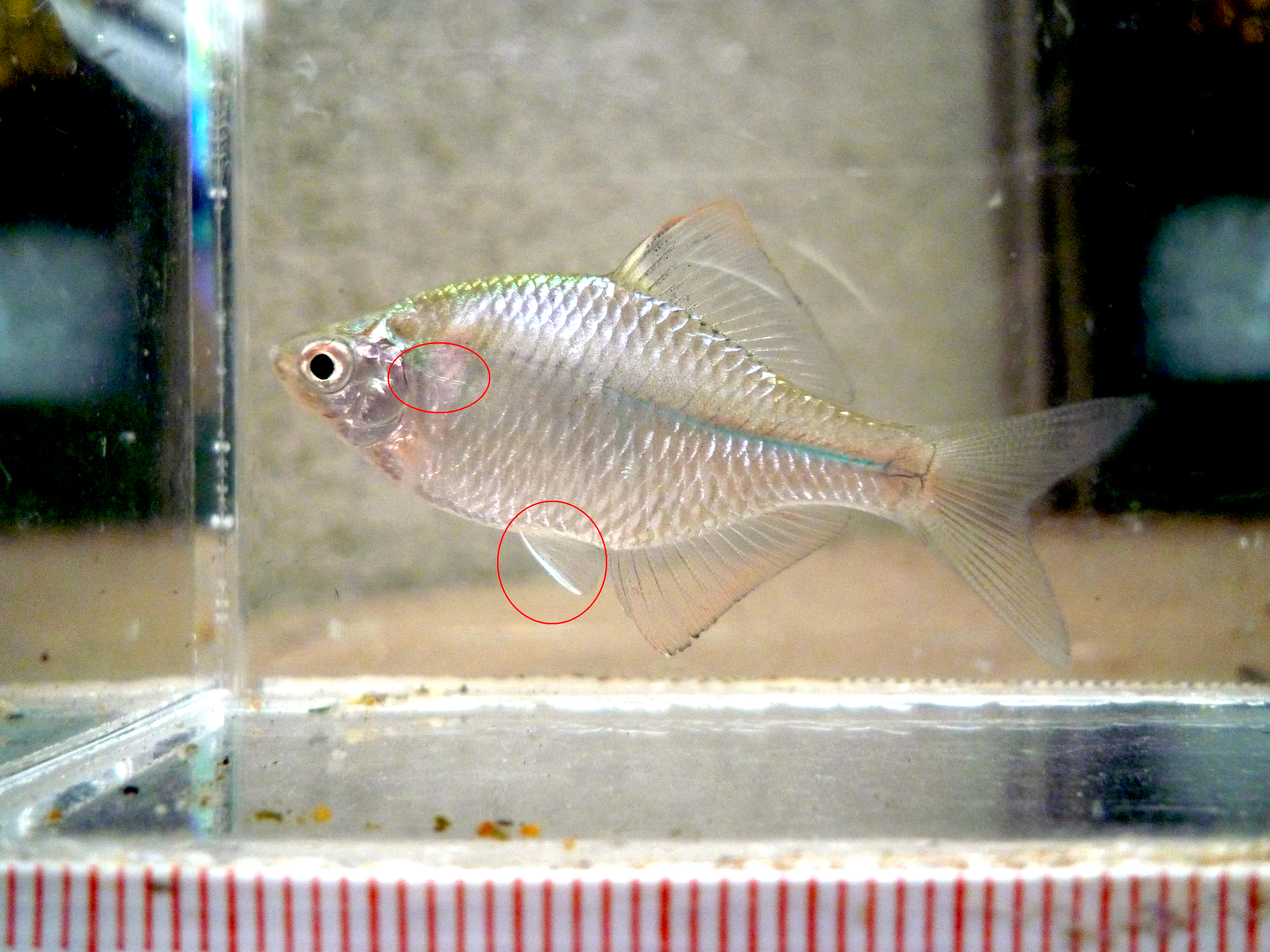
香川県産バラタナゴ雄個体。農業用水路で採集されたもの。側線有孔鱗と腹鰭前縁部の白線が見える（赤丸参照）。この個体がタイリクバラタナゴなのか交雑個体なのかは遺伝情報の解析を要する。

バラタナゴ（薔薇鱮、薔薇鰱、Rhodeus ocellatus）は、コイ目コイ科タナゴ亜科バラタナゴ属に分類される淡水魚。種小名は「小さな目をもつ」を意味する。ニッポンバラタナゴ（Rhodeus ocellatus kurumeus）とタイリクバラタナゴ（Rhodeus ocellatus ocellatus）の2亜種ならびに、両亜種の交雑個体が知られる。

## 分布・保全状況評価
- R. o. kurumeus ニッポンバラタナゴ

絶滅危惧IA類 (CR)（環境省レッドリスト）
CRITICALLY ENDANGERED (IUCN Red List Ver. 2.3 (1994))
日本固有亜種。亜種名は「久留米市の」を意味する。大阪府の淀川水系、奈良県の大和川水系、兵庫県、岡山県、香川県、福岡県、佐賀県、熊本県、大分県、長崎県。
兵庫県に残っている集団は、大阪府からの移殖である可能性が高いとされてきたが、2018年10月、純系の集団が発見されたことが神戸市から公表された。
各生息地ともに局所的な分布となっており、希少種保護の観点から、生息地の詳細は非公開が通例である。
2010年4月に改訂・公表された「岡山県版レッドデータブック」において、同県内のため池1か所の個体群が純系のニッポンバラタナゴであると報告された。しかし、滋賀県・京都府ではすでに絶滅している。生息が確認されている府県すべてでレッドデータブックに記載されており、奈良県では野生絶滅となったほか、他の府県では軒並み「絶滅危惧I類相当」に選定されている（下表参照）。徳島県では過去に確実な生息報告がなかったため、2014年のレッドリスト改訂に伴って「情報不足」から削除された。
都道府県別レッドリスト（2017年5月現在）
| カテゴリ        | 都道府県                                                |
| --------------- | ------------------------------------------------------- |
| 絶滅            | 滋賀県 京都府                                           |
| 野生絶滅        | 奈良県                                                  |
| 絶滅危惧I類相当 | 大阪府 兵庫県 岡山県 香川県 福岡県 佐賀県 熊本県 長崎県 |
| 情報不足        | 大分県                                                  |

2001年に山口県山口市の水路におけるバラタナゴ個体群から、さらに2008年、宮崎県の北川水系における個体群からそれぞれニッポンバラタナゴのミトコンドリアDNA（mtDNA）が確認され、北部九州産のニッポンバラタナゴについては、従来の見解より広範囲に分布していた可能性が示唆された。ただし、山口市・北川水系ともに遺伝情報の解析により、ニッポンバラタナゴ・タイリクバラタナゴ両方のmtDNAが検出されたため、両亜種の交雑集団であると判断されている。その後、北川水系の個体群がもつニッポンバラタナゴのmtDNAは、北部九州産ではなく大阪・奈良産に由来するものであることが判明した。大阪・奈良産の交雑個体群が侵入し増殖したと考えられている（後述）。
- R. o. ocellatus タイリクバラタナゴ

DATA DEFICIENT (IUCN Red List Ver. 3.1 (2001))
中国南部、台湾、朝鮮半島に分布。日本全国に移入（後述）。
環境省は「要注意外来生物」に、日本生態学会は「日本の侵略的外来種ワースト100」にそれぞれ選定している。

## 地方名
- ニッポンバラタナゴ[11]
  - キンタイ、タウラコ、ボテキン（大阪府）
  - ボテ、ボテジャコ、クソボテ（琵琶湖・淀川水系、他のタナゴ類との混称）
  - キンタナゴ（琵琶湖・淀川水系）
  - キンタ、キンタフナ、ケンタ、ペタキン（奈良県）
  - カメンタ（岡山県、他のタナゴ類との混称）
  - ニガブナ（香川県・福岡県・佐賀県）
  - イタブナ、タイコブナ、ニガンチョウ、ヒラブナ（香川県）
  - シビンタ（福岡県・佐賀県・熊本県）
  - ベンチョコ（福岡県、他のタナゴ類との混称）
  - シュビンタ、シュブタ、ハエ（福岡県）
  - シブタ、シンゴッチャー（佐賀県）
  - カンノンバヤ、クソバヤ、タバヤ、デンバヤ、ベンバヤ（佐賀県、他のタナゴ類との混称）
  - シビンチャ、ビンタ、ベンタサン、アカブナ、シビンタン、ショビンタ、ニガビンタ、ヒラビンタ（熊本県）

- タイリクバラタナゴ[11]
  - タランコ（福島県、他のタナゴ類との混称）
  - オカメ、オカメタナゴ（関東地方、ゼニタナゴとの混称）
  - センパラ、センペラ（濃尾平野、イタセンパラとの混称）
  - ボテ、ボテジャコ、ヒランタ（琵琶湖・淀川水系、他のタナゴ類との混称）

## 形態
各器官については魚類#体の構造も参照
おおむね雌よりも雄の方が大型になる。平らな体をもち、体高が高い。口髭はない。体は銀色だが虹色の光沢がある。稚魚・未成魚では背鰭の前端部に明瞭な黒斑が入るが、雄の場合成熟に従って消失する。染色体数は2n=48。
繁殖期の雄は紫色や鮮紅色の光沢をもつ婚姻色に輝く。この婚姻色（バラ色）が和名の由来。雌の産卵管は長く、産卵期の伸長時には全長を上回ることがある。
- R. o. kurumeus ニッポンバラタナゴ

大まかに九州北部、本州と四国の集団で遺伝的には2系統存在する。全長約5cm。雄の婚姻色は、タイリクバラタナゴよりも体高が低い場合が多く赤褐色を帯び、腹鰭が黒く縁取られる。側線は不完全。鰭条数は背鰭主鰭で11-12（最頻値12）・背鰭分岐軟条が9-12、臀鰭主鰭で11-12（最頻値12）・臀鰭分岐軟条が9-12。側線有孔鱗の数は産地によって異なるが、およそ0-5である（最頻値0。九州産の個体群は若干多い）。大阪産・九州産の個体群の一部には、腹鰭の前縁部にごく薄い白線が現れるものも見られる。
- R. o. ocellatus タイリクバラタナゴ

全長約8cm。腹鰭の前端部にグアニン層による白い筋が入るとされる。しかし雌では不明瞭であったり、なかったりする個体も存在する。原産地の中国でも地域による変異が多く、浙江省の個体群には腹鰭の白線がないとされる。側線は不完全で、鰭条数は背鰭主鰭で12-14（最頻値13）・背鰭分岐軟条が10-13、臀鰭主鰭で12-13（最頻値12）・臀鰭分岐軟条が10-12。側線有孔鱗の数は2-7（最頻値5）。
ニッポンバラタナゴとタイリクバラタナゴは容易に交雑し、代々妊性（稔性）をもつ交雑個体群が繁殖（遺伝子浸透を伴って交雑）し分布を広げていくため、形態のみによる両亜種の判別は困難である。側線有孔鱗の計数や腹鰭の白色帯の有無の確認により、ニッポンバラタナゴの集団にタイリクバラタナゴや交雑個体群の侵入が認められるかを概観することはできる。九州産のバラタナゴ46集団696個体について側線有孔鱗の計数とmtDNA分析を行ったところ、ニッポンバラタナゴ型のmtDNAが確認されたのは28集団で、そのうち17集団の側線有孔鱗数が0、残り11集団の側線有孔鱗の平均値は0.1-0.7であった。タイリクバラタナゴ型のmtDNAが確認されたのは5集団で、側線有孔鱗の平均値は3.8-5.2となった。両亜種のmtDNAが確認されたのは13集団で、側線有孔鱗の平均値は0.5-5.7の結果が得られた。さらに、タイリクバラタナゴ型のmtDNAの頻度と側線有孔鱗数の平均値との相関を調査したところ、両者は極めて高い正の相関が存在する（ニッポンバラタナゴの個体群にタイリクバラタナゴが侵入した集団において、タイリクバラタナゴ型のmtDNAの頻度が上がれば当該集団の側線有孔鱗数も増加する）ことが明らかになっている。腹鰭の白色帯や側線有孔鱗がないにもかかわらず、タイリクバラタナゴ型のmtDNAが検出される個体が存在するので、最終的に純系のニッポンバラタナゴであることを示すには、個体群あるいは集団単位でmtDNA分析等を行って、タイリクバラタナゴ型の遺伝情報が検出されないことで形態情報と合わせて総合的に判定する。mtDNAは母系遺伝のため、1個体のmtDNA分析では両亜種の交雑の有無を判断することはできないが、複数の個体を解析すると、交雑が起こっている集団ではタイリクバラタナゴ型のmtDNAをもつ個体が現れてくる。
ニッポンバラタナゴとタイリクバラタナゴが交雑・増殖する過程では、前者の対立遺伝子が後者の対立遺伝子に置換され、タイリクバラタナゴの形質が強く現れた個体群となっていく傾向が高いことが判明している（遺伝的汚染・遺伝的攪乱(かくらん)）。
2009年、野外調査と飼育実験によって、適応度の高さがタイリクバラタナゴ>交雑個体>ニッポンバラタナゴ、であることが明らかにされた。その際、両亜種が混在した状態ではある程度の生殖的隔離（交配前隔離）が働くものの、個体数の偏り（ニッポンバラタナゴの集団に少数のタイリクバラタナゴが侵入すること）によって同亜種間の交配が妨げられて交雑が生じ、タイリクバラタナゴの繁殖率の高さ（後述）が加わってニッポンバラタナゴは絶滅へと向かうことが判明した。あわせて、ニッポンバラタナゴが絶滅した後もタイリクバラタナゴは個体群を維持し、交雑個体群と戻し交雑を生じさせて、交雑個体へタイリクバラタナゴの遺伝子を浸透させ続ける可能性が高いと指摘された。
2000年以降、mtDNAのPCR-RFLP分析に加え、ミトコンドリアシトクロムb遺伝子やNADH脱水素酵素サブユニット遺伝子（ND1）の塩基配列の決定と系統解析、高感度の遺伝マーカーであるマイクロサテライトの分析によって、ニッポンバラタナゴのハプロタイプを産地別に明らかにし、タイリクバラタナゴや交雑個体群との遺伝的分化を解明したり保全単位を推定したりする研究が進められている。一例として、mtDNAのPCR-RFLP分析において、調節領域を含む約2.0kbp（D-loop領域）のPCR産物を制限酵素EcoRIで消化し、電気泳動パターンを解析すると、ニッポンバラタナゴではフラグメント長1310bp,450bp,290bpが、タイリクバラタナゴでは830bp,480bp,450bp,290bpがそれぞれ検出され、両亜種の判別が可能となる。また、ND1領域の集団解析により、北部九州産のニッポンバラタナゴは大阪・奈良・岡山・香川産とは塩基置換率約1％で異なり、独自のクレードをつくることが分かった。
大阪・奈良・香川産のニッポンバラタナゴは、生息地の分断化によって閉鎖的かつ小規模な水域のため池に生息域を狭められたが故に、個体群間の交流が妨げられたりボトルネック効果が生じたりして、遺伝的多様性や適応度が低下していることが明らかになってきた。同時に、九州産の個体群と比較したところ、大阪産のそれは、産卵数・孵化率・仔魚の生存率・成長・白点病や細菌感染症などの魚病に対する抵抗力、の各項目すべてで著しく劣ることが分かった。ため池という隔離され不安定な環境の中で、小集団化と近親交配が進んで遺伝的に劣化が生じ、個体群の維持を難しくさせているのが現状である。大阪産ニッポンバラタナゴ9集団について、マイクロサテライトのアレルリッチネスの平均値を算出したところおよそ2となり、国内希少野生動植物種のスイゲンゼニタナゴよりは高いもののミヤコタナゴと同程度であったという。
2008年、九州産のニッポンバラタナゴについては、ほとんどの生息地においてその近隣にタイリクバラタナゴや交雑個体群が確認された。当地のニッポンバラタナゴは水路や河川の緩流域等の開放的な水域に生息するため、タイリクバラタナゴの遺伝子が侵入する危険に常に晒されている。

## 亜種
- Rhodeus ocellatus kurumeus Jordan and Thompson, 1914 ニッポンバラタナゴ
- Rhodeus ocellatus ocellatus （Kner, 1866） タイリクバラタナゴ

2001年、両亜種は遺伝的に大きく異なることが明らかになったため、両者の分類学的再検討が必要であると指摘されている。

## 生態
河川の中・下流域で比較的流れの穏やかなところや、用水路の緩流域・ため池・湖・沼などに分布する。止水域を好む。
付着藻類などの植物食を主とするが、仔稚魚期を中心にワムシなどの輪形動物・ミジンコなどの甲殻類や小型の底生動物も食べる。
繁殖形態は卵生で、3-9月にドブガイ類などのイシガイ科の二枚貝に産卵する。繁殖のピークは4月下旬-6月上旬。雄は二枚貝の周りになわばりをつくり、十分成熟した雌を二枚貝に誘導し産卵を促す。雌は二枚貝の様子を覗き込み、タイミングを見計らって産卵管を二枚貝の出水管に入れ、貝のえらの中に卵を産みつける。その直後に雄は貝の入水管の上で精子を放ち、貝が精子を貝内に取り込むことによって卵は受精する。受精卵の卵径と形は、ニッポンバラタナゴで2.75×1.8mm、タイリクバラタナゴで3.2×1.5mmの電球形で、タイリクバラタナゴの方が細長い。受精卵は1-3日で孵化し、孵化直後の仔魚の全長は、ニッポンバラタナゴ2.8mm、タイリクバラタナゴ3.4mmと記録されている。前期仔魚期には卵黄が翼状に変化し突起を形成することで、二枚貝のえらから吐き出されるのを防いでいる。仔魚は約20日から1か月間貝内で過ごし、卵黄が吸収されて全長7-8mmに成長すると、主に夜から夜明け前にかけて貝から泳ぎ出てくる。二枚貝への産卵によって、貝内の卵や仔魚の生残率を上げることに加え、その後一連の成長の過程である程度の生活力を伴って二枚貝から泳出することによって、捕食者から逃れよい条件下での摂餌や移動を可能にして、泳出後の仔稚魚期の生残率も上げているものと解されている。
仔魚は約1年で成熟し、寿命は自然下でおよそ2年。ただし、産卵期の初期に生まれた成長のよい個体の中には、同年秋までに成熟し産卵するものも見られる。これはタイリクバラタナゴに多い。
大阪産のニッポンバラタナゴの場合、雌は1繁殖期に9-12日の周期で3-5回排卵するという。1回で約10個を排卵し、上記の産卵行動1回当たりで1-3個を産卵し、2-3日で複数のドブガイ類に産み付けていく。栃木産のタイリクバラタナゴでは、大阪産のニッポンバラタナゴと比較して排卵周期は2倍速く、1繁殖期当たりの排卵回数は4倍、1回の排卵数は1.5倍それぞれ多く、繁殖期は3倍長かったことが判明している。
つまり、タイリクバラタナゴはニッポンバラタナゴより成長が早く繁殖期が長く産卵数も多い。結果として、タイリクバラタナゴが移殖された地域では、産卵する二枚貝や生息場所などをめぐって他のタナゴ類と競合すると言われる（生態系の攪乱）。例えば、神奈川県鶴見川水系のため池はゼニタナゴの生息地であったが、1980年代初頭にタイリクバラタナゴが侵入したことで、ゼニタナゴは激減した。水質の悪化で大幅に減少したドブガイ類にタイリクバラタナゴが、ゼニタナゴの産卵シーズンである秋にかけても集中して産卵を続けたため、ゼニタナゴの産卵が阻害されたからである。
霞ヶ浦とその流入河川・農業用水路における、タナゴ類・二枚貝の生息調査ならびに環境要因の分析によると、タイリクバラタナゴは採捕されたタナゴ類全体の約70-90%を占めていた。そして、同所生息するアカヒレタビラ・タナゴ等と比較してコンクリート護岸化や水質の悪化に対する耐性をもっていることが明らかになった。加えて、2009年の同地域における調査では、タイリクバラタナゴは優占するイシガイには産卵せず、生息数の少ないドブガイ類を選択して利用していたという。タイリクバラタナゴはアカヒレタビラとは産卵母貝の選択を異にし、卵や仔魚についてはアカヒレタビラがタイリクバラタナゴより多く観察されたにもかかわらず、捕獲される個体数ではタイリクバラタナゴが卓越する結果となった。餌や生息場所の利用・環境改変への耐性などが、アカヒレタビラをはじめとするタナゴ類よりもタイリクバラタナゴに有利に働いていると考えられている。
清風高等学校生物部が2008-2009年に行った実験によると、ドブガイ類が排出する水にはアラニン・グルタミン・グリシン・リシン等のアミノ酸が含まれており、成熟したバラタナゴはこれを刺激に産卵・放精に入ることが分かった。雌の産卵時に放出される卵巣腔液にはリシンが高い濃度で含まれており、雄はそれに誘発され放精することも明らかになった。バラタナゴとドブガイ類・バラタナゴの雌雄間で共通のアミノ酸が情報伝達に使われていることから、バラタナゴとトブガイ類は共進化してきた可能性が示された。

## 人間との関係
開発による生息地の改変、二枚貝の減少、ため池管理の放棄、人為的に移殖されたオオクチバス（ブラックバス）・ブルーギル等による捕食、水質汚濁、乱獲などがバラタナゴの減少要因である。特にニッポンバラタナゴは、1940年代には琵琶湖以西の本州瀬戸内海側（岡山県まで）・香川県・九州北中部に広く生息していたが、その後タイリクバラタナゴの移殖に伴い亜種間での交雑が進んだことも加わって分布域は年々狭められている。結果、ニッポンバラタナゴは純系を維持するのが極めて厳しい状況で、絶滅の危機に瀕している。
タイリクバラタナゴは、第二次世界大戦中の1940年代前半、中国から食用としてソウギョ、ハクレンなどを日本（主に利根川水系）に導入する際、これらに混じって運ばれてきたと言われる。20世紀後半には、イケチョウガイなどの淡水産二枚貝の移動、琵琶湖産アユの放流、琵琶湖・淀川水系からのヘラブナの移殖、ペットショップでの流通、飼育個体の放流や遺棄などによって、本来タナゴ類が分布していなかった北海道や沖縄も含め全国各地へ同時に分布を広げていった。2001年に公表された、ミトコンドリアシトクロムb遺伝子の塩基配列の解析結果によると、少なくとも2系統のタイリクバラタナゴ個体群が日本に侵入したと考えられている。九州では、琵琶湖産アユの放流歴のない河川でタイリクバラタナゴや交雑個体群が確認され、その中には大阪・奈良産のニッポンバラタナゴのmtDNAをもつ交雑個体とヘラブナとが同所的に出現した地点が7地点（46地点中）あったという。近畿地方からヘラブナの移殖に付随して交雑個体群が侵入していることが裏付けられている。岡山県でも、交雑個体群からタイリクバラタナゴと岡山産ニッポンバラタナゴと大阪・奈良産ニッポンバラタナゴのmtDNAが検出され、近畿地方からの人為的移殖が起こった可能性が強く確認された。
両亜種は、観賞魚として飼育され、ペットショップで販売されている。タイリクバラタナゴについては突然変異等により、黄変個体・白変個体・透明鱗個体なども増殖され流通している。水槽飼育では、強い水流を避け植物質の含有量の多い飼料を与え、群泳させるとよいとされている。雄の婚姻色を楽しむためには、照明と水温を自然下に近づけ、水槽の正面以外の面に黒系のスクリーンを張り、セキショウモ属のような水面付近まで茂る水草を植えるとよいと言われる。飼育下での繁殖法としては、二枚貝を同居させ自然に産卵させる方法と、繁殖期の雌雄から卵と精子を搾り出し人工授精させる方法がある。タイリクバラタナゴの人工授精において、水温を23℃程度に保ち遮光した条件の下、酸素を十分に含みメチレンブルー0.0001%を添加した飼育水をガラス製のシャーレに満たし、その中に受精卵を入れて20日程度管理すると、卵菌感染による水カビ病の抑制・仔魚の生残率の向上につながることが判明している。
一方、ニッポンバラタナゴの飼育については、絶滅が危惧されている状況を踏まえ、安易な採集・飼育をしないよう求められている。ニッポンバラタナゴはその希少性に鑑み、各地で希少野生動植物保護条例に基づいて野生個体の捕獲を規制する動きが広がっている。香川県では2006年、「香川県希少野生生物の保護に関する条例」とその施行規則によって、ニッポンバラタナゴは「指定希少野生生物」に指定され、捕獲等が禁止されている。違反すると、1年以下の懲役または100万円以下の罰金に処せられる。加えて奈良県でも2010年4月から、「奈良県希少野生動植物の保護に関する条例」による告示に基づき、「特定希少野生動植物」に指定され、捕獲等は禁止である。違反すると、1年以下の懲役または50万円以下の罰金に処せられる。長崎県では2010年3月と2016年3月に、「長崎県未来につながる環境を守り育てる条例」による告示で、長崎県内全域のニッポンバラタナゴが「希少野生動植物種」に指定され、捕獲等が禁じられた。違反すると、6か月以下の懲役または30万円以下の罰金に処せられる。
産地にかかわらず、ニッポンバラタナゴの野生個体を、興味本位で採集したり、売買などの商業利用を行ったり、研究材料として安易に使用したり、保護計画を策定せずみだりに放流したりすることは、ニッポンバラタナゴの絶滅に加担することであると指摘されている。モラルある採集・飼育・調査研究が求められている。
亜種間交雑個体を形成し増殖させることによる遺伝子汚染・純系のニッポンバラタナゴの消失・在来生態系の攪乱・病原体（寄生虫を含む）の伝染・ニッポンバラタナゴ在来集団の適応度の低下などが懸念されるので、タイリクバラタナゴ・ニッポンバラタナゴともに屋外への遺棄は決して行ってはならない、と行政・研究者等から呼びかけられている。 例えば、滋賀県では「ふるさと滋賀の野生動植物との共生に関する条例」による告示に基づいて、タイリクバラタナゴは「指定外来種」となっており、屋外への遺棄が禁止され、飼育が届出制になっている。屋外へ遺棄した場合は1年以下の懲役または50万円以下の罰金に、届出のない飼育は30万円以下の罰金にそれぞれ処せられる。
タイリクバラタナゴは、関東地方を中心に釣りの対象魚となっている。ユスリカ幼虫のアカムシ・練り餌などを小さな針につけ、浅場や船だまりの群れを狙う。
一般的ではないものの、他のタナゴ類・モロコ類・フナ類と併せて食用とされることがある。独特の苦みを利用して、佃煮や雀焼きなどに調理する。ただし内部寄生虫（肝吸虫など）を保持する可能性があるので、生食は避ける。

## ニッポンバラタナゴの保護
絶滅の危機に直面しているニッポンバラタナゴを保護する取り組みが、各生息地で始まっている。
保護にあたって考慮すべき条件として、指摘されているものを列挙する。
- 保護活動は、ニッポンバラタナゴの生息地で行う。
- ニッポンバラタナゴが産卵する、ドブガイ類などのイシガイ科の二枚貝が繁殖できる環境にする。二枚貝の生息には、餌となるケイソウ類が豊富に含まれ、溶存酸素量が十分確保された水質と、砂泥底から泥底の底質が必要である。なお、二枚貝の他水域からの移殖[注釈 30]は、貝内仔魚の残存による国外・国内外来種のタナゴ類（タイリクバラタナゴ・オオタナゴ・カネヒラ等）の非意図的な侵入を招く恐れがあるので、原則行わない。
- ドブガイ類は幼生（グロキディウム）期に、ヨシノボリ（トウヨシノボリなど）属などの底生魚の鰭に寄生し成長する。したがって、ドブガイ類の繁殖には、これら底生魚の存在が不可欠である。
- 前2項をまとめると、「ニッポンバラタナゴ・ドブガイ類・ヨシノボリ類が、同じ場所で繁殖できる環境」が要求されるのである。
- オオクチバス、ブルーギル（ニッポンバラタナゴを捕食）・タイリクバラタナゴ（ニッポンバラタナゴと交雑）・アライグマ（ニッポンバラタナゴ・ドブガイ類を捕食）[注釈 31][38]・アメリカザリガニ、ヌートリア[39]（ドブガイ類を捕食）などの外来生物の侵入を防止する。生息している場合は、適切な方法で防除する[注釈 32][注釈 33]。コイもドブガイ類やニッポンバラタナゴの稚魚を捕食するため、生息状況を調査し、適切な管理を行う。
- サギ類やカワウによる、ニッポンバラタナゴ・ドブガイ類の捕食に注意する。サギ類は水位減少時の魚類・二枚貝の捕食が、カワウは魚類の捕食がそれぞれ多く見られる。
- 密漁や外来生物を意図的に放流されることのないよう、監視態勢を整える。地域ぐるみの保護活動が軌道に乗るまでは生息地の詳細を公開しない。
- 生息地の人為的な環境の改変、つまりニッポンバラタナゴ・ドブガイ類・ヨシノボリ類が生息できないような環境にすることを防ぐ。
- 遺伝的な劣化や個体数の減少を防ぐため、環境収容力を改善し生息地点に応じ適切な個体数となるよう管理し、生物多様性の視点に立ち継続的にモニタリング調査[注釈 34]を行う。そのために、魚が行き来できる範囲の自然を、人間の手で総合的によいものにする取り組みを続ける。
- 前項の具体例としては、用水路やため池の連結性を高める・ため池の水を用水として積極的に利用する・水域の富栄養化防止のための用水路の手入れ、ため池の堆積物と軟泥（ヘドロ）流し（かいぼり・ドビ流し、後述）並びに池干し・繁茂した水生植物の間引き・周辺の森林の整備、などである。
- 実際に保護活動を進めるにあたっては、水利権者・土地所有者・農業関係者・土地改良事業者などとの調整の機会が頻出するので、合意形成の手法を検討し、地域の実態に応じた形で具体化する。そして、ニッポンバラタナゴが生息する環境を保全していく意義を、地域住民に普及啓発する活動を継続的に行う。

ニッポンバラタナゴは人間生活の影響を受ける環境のもとで、種々の生物と巧妙に関わり合って命をつないでいる魚である。ニッポンバラタナゴの生活史と上記各項を総合させて、「ニッポンバラタナゴの保護は、生息地域の環境保全に他ならない」、と結論づけられている。保護団体・学識経験者・行政が連携して保護計画を作成し、保護活動に地域住民が参画して保護を推進する必要性が明らかにされている。
大阪府では、「NPO法人ニッポンバラタナゴ高安研究会」が清風中学校・高等学校生物部、興國高等学校科学部、関西大倉高等学校のメンバー、地域の小・中学生とともに、主に八尾市で保護活動に取り組んでいる。保護池において、秋から冬に池干しを行って堆積物や軟泥（ヘドロ）を除去し底質を還元泥から酸化土にすることが、ドブガイ類の繁殖に好条件をもたらすことを明らかにした。2008年2月、当地で伝統的に行われていた「ドビ流し」を約40年ぶりに実施し、農業にも好適であるか土壌分析を行っている。あわせて、保護池上流の森林を整備し、保護池に良質の水を供給する活動を進めている。
「NPO法人ニッポンバラタナゴ高安研究会」では、旧高安中学校の理科室を利用し、ニッポンバラタナゴ、他八尾に住む生き物を展示する「きんたい廃校博物館」を2019年より開館している。きんたい廃校博物館では、生物だけでなく、河内木綿を使った様々な体験や、八尾で取れた木を使った制作体験なども行っている。
。一連の取り組みは。2011年12月に、公益社団法人日本ユネスコ協会連盟の「第3回プロジェクト未来遺産」に登録された。
奈良県では、「近畿大学農学部環境管理学科水圏生態学研究室を中心とする研究グループ」が、生息地のため池の一部浚渫工事に伴い避難させた個体群を、絶滅の危険を分散するために、修繕した別のため池にも移殖し管理していくことになった。2008年、元の生息池の工事も完了し、そこでの生息環境の大幅な改善が確認されニッポンバラタナゴの個体数は一時的に増加した（個体数推定で約12,000個体）。しかし、生息池は長年にわたって管理不足の状態にあり軟泥の堆積が著しかったため、ドブガイ類が再生産せず、成貝も2007年-2010年の3年間で毎年約50％ずつ死滅した。結果としてニッポンバラタナゴの個体数も急減し、2010年12月には全数調査でわずか318個体になってしまったという。軟泥の除去等、生息池の抜本的な環境改善が今後の課題である。また、2010年2月より「里親プロジェクト」を開始した。在来生態系の保全に専門的な立場から検討を加え、小学校等における環境教育プログラムも実践しつつ、生息地域内の複数の施設でニッポンバラタナゴの系統保存を図る計画が進捗中である。「奈良県くらし創造部景観・環境局自然環境課」は、ニッポンバラタナゴを含む特定希少野生動植物の保護推進指針（ニッポンバラタナゴ保護推進指針）を示し、2011年3月には「特定希少野生動植物ニッポンバラタナゴ保護管理事業計画」を策定した。
岡山県では、1992年に岡山市内のため池に産した個体群がアイソザイム分析によってニッポンバラタナゴである可能性が示されたため、「岡山淡水魚研究会」が保護増殖を図っている。産地のため池は1994年の渇水による干上がりで消滅し、タイリクバラタナゴが侵入する恐れの少ないため池や家庭の水槽のみで継代飼育がなされてきた。2013年、mtDNAの遺伝情報の解析によりこの個体群が純系のニッポンバラタナゴである可能性が高いこと、大阪・奈良産のものと近縁ながらも分化を遂げていることが明らかになると同時に、この個体群の計画的な系統保存と関係者の連携の必要性が指摘されている。
香川県では、「香川淡水魚研究会」が香川県立高松工芸高等学校環境研究同好会と連携して活動している。地域の農家と協力し、稲作にため池の水を活用する環境のもとで外来生物の影響を排除し、ニッポンバラタナゴ・ドブガイ類・ヨシノボリ類を毎年安定的に再生産させることに成功している。ほかに、「かがわタナゴ倶楽部」は木田郡三木町内に16区画の飼育池を造成し、香川県産のニッポンバラタナゴ3集団を繁殖させているとともに、当地で繁殖池を活用した環境学習やため池に侵入したタイリクバラタナゴの防除活動にも取り組んでいる。「香川県環境森林部みどり保全課」は、ニッポンバラタナゴ保護事業計画を2009年に策定した。
長崎県では、「佐世保市環境部環境保全課」が、県内唯一の生息地の保護に地域住民と協同して取り組んでいる。生息個体数推定の結果、2008年度は約6,700個体、2009年度は約23,000個体の生息が認められたという。あわせて、佐世保市内の2河川でニッポンバラタナゴの生息が新たに確認された。九十九島水族館「海きらら」では、佐世保市の個体の人工繁殖に取り組んでいる。
天皇は、2007年12月20日の記者会見で「ニッポンバラタナゴは日本の淡水魚の中で最も絶滅の危機にあるものと思います。」と述べた。その上で、タイリクバラタナゴとの交雑を避けるため、大阪府八尾市産の個体群を赤坂御用地で、福岡県多々良川水系産の個体群を常陸宮邸内の池で、それぞれ1983年以来飼育・研究に供していることに触れた。
なお、ニッポンバラタナゴを系統保存している主な施設は以下の通りである。
- さいたま水族館
- 新江ノ島水族館
- 三重大学大学院生物資源学部水圏資源生物学研究室
- 滋賀県立琵琶湖博物館
- 近畿大学農学部環境管理学科水圏生態学研究室
- 大阪府水生生物センター
- 神戸市立須磨海浜水族園
- 姫路市立水族館（2011年7月2日に再オープン）
- マリンワールド海の中道